# Peter Dubovský
Peter Dubovský (Bratislava, 7 de maio de 1972 – Ko Samui, 23 de junho de 2000) foi um futebolista eslovaco que atuava como atacante.

## Carreira
Após jogar entre 1982 e 1985 nas categorias de bsase do FKM Vinohrady, Dubovský profissionalizou-se no Slovan Bratislava em 1989, aos 17 anos. Pelos Belasí, o atacante foi campeão da penúltima edição do Campeonato Tchecoslovaco, em 1991–92, tendo feito 59 gols em 94 partidas. O desempenho chamou a atenção do Real Madrid, que o contratou em 1993 como uma de suas apostas para o futuro.
Porém, a passagem do atacante pelos Merengues durou apenas 2 temporadas: embora tivesse vencido a Supercopa da Espanha em 1993 e a edição 1994–95 de La Liga, Dubo participou de apenas 31 partidas e fez 2 gols. Com a ascensão do jovem Raúl, o eslovaco perdeu espaço e foi para o Real Oviedo, onde teve uma bem-sucedida passagem pelo entre 1995 e 2000. Nos Carbayones, foram 120 jogos e 17 gols.

## Seleções

### Tchecoslováquia
Dubovský jogou pela primeira vez com a Seleção Tchecoslovaca em novembro de 1991, na derrota por 2 a 1 para a Espanha, em jogo válido pelas eliminatórias da Eurocopa de 1992. Mesmo após a dissolução do país em 1992, o selecionado continuou disputando as eliminatórias europeias da Copa de 1994 sob o nome de Representação dos Tchecos e Eslovacos, mantendo as chances de classificação até a última rodada - bastava uma vitória sobre a Bélgica em Bruxelas, porém um empate sem gols classificou os Diables Rouges e encerrou a trajetória da Seleção Tchecoslovaca no futebol.

### Eslováquia
A separação das seleções veio finalmente em 1994, e Dubovský passou a representar a Eslováquia, fazendo sua estreia num amistoso contra Malta, em março do mesmo ano. Jogou as eliminatórias da Eurocopa de 1996 (os eslovacos ficaram em terceiro lugar no grupo 1, a 6 pontos da França), da Copa de 1998 (ficou na quarta posição do grupo 6, empatada em pontos com a vizinha República Tcheca, perdendo no saldo de gols) e da Eurocopa de 2000 (terceiro lugar no grupo 7, cinco pontos atrás de Portugal). O último jogo de Dubovský pela Eslováquia foi contra a Rússia, em maio de 2000 - foi, também, a última vez que ele disputou uma partida oficial.

## Morte
Em 23 de junho de 2000, Dubovský passava as férias com sua noiva na ilha de Ko Samui, na Tailândia, quando caiu numa cachoeira. Ele não resistiu aos ferimentos e faleceu aos 28 anos.

## Títulos
Slovan Bratislava
- Campeonato Tchecoslovaco: 1 (1991–92)

Real Madrid
- Supercopa da Espanha: 1 (1993)
- La Liga: 1 (1994–95)

### Individuais
- Futebolista eslovaco do ano: 1993
- Artilheiro do Campeonato Tchecoslovaco: 2 vezes (1991–92 e 1992–93)